# Blackburn Botha
Блекберн B-26 «Бота» (англ. Blackburn B-26 Botha) — британський бомбардувальник-торпедоносець, що перебував на озброєнні військово-повітряних сил ВМФ Британії часів Другої світової війни. Літак був розроблений у середині 1930-х і брав участь на початковому етапі світової війни. Здебільшого використовувався, як патрульний і навчальний

## Історія виготовлення
Берегове командування в 1935 році видало специфікацію M.15/35 на тримісний бомбардувальник-торпедоносець і розвідник. В конкурсі взяли участь шість авіаційних фірм, які запропонували свої проєкти. Проєкт двомоторного високоплана від фірми Blackburn Aircraft з заводським позначенням B-26, як і проєкт фірми Bristol (майбутній Bristol Beaufort), отримали схвалення і розробка продовжувалась. За задумом мали використовуватись двигуни Bristol Perseus потужністю 850 к.с., але в 1936 році в рамках нової специфікації M.10/36 з'явилась вимога збільшити екіпаж до чотирьох осіб і розміщувати торпеду в середині фюзеляжу. Це помітно збільшило масу літака, і компанія звернулась до Міністерства авіації з запитом на використання потужніших двигунів. Але «Бота» мала низький пріоритет, тому в запиті було відмовлено.
В 1936 році фірма отримала замовлення на 442 літаки «Бота», при цьому без вимоги побудови прототипа для тестів — перший екземпляр, що піднявся в повітря 28 грудня 1938 року був серійною машиною. Після випробувань було збільшено хвостові горизонтальні площини й новий руль напрямку. Спочатку «Бота» оснащувалась двигунами Bristol Perseus X (880 к.с), а з осені 1940 року — Bristol Perseus XA (930 к.с.). У верхній турелі розміщувались два 7,7 мм кулемети Lewis, ще один — в носовій частині. В бомбовому відсіку могла знаходитись одна торпеда, або бомби масою до 908 кг.
Загалом до травня 1942 року було виготовлено 580 літаків: 380 на заводі в Бро і 200 в Дамбартоні.

## Модифікації
- Botha Mk.I — чотиримісний торпедоносець. Основна модифікація
  - Botha TT Mk.I — модифікація для транспортування повітряних мішеней, верхня турель демонтувалась.

## Історія використання
Третій серійний літак 12 грудня 1939 року було передано в 5 групу наземних служб Королівських ВПС, але через ряд незрозумілих аварій (деколи з фатальними наслідками), що затримувало впровадження в бойові частини. Літом 1940 року 608-ма ескадрилья Берегового командування стала першою, на озброєння якої прийняли літаки «Бота». І тільки в складі цієї ескадрильї «Бота» здійснювали бойові вильоти. До грудня 1940 року вони залучались до патрулювання Північного моря.
Але більшість виготовлених «Бот» було переведено в навчальні частини. Деякі були переоснащені в літаки-буксири мішеней Botha TT Mk.I. Останні літаки були зняті з озброєння в 1944 році.

## Тактико-технічні характеристики
Дані з Ударная авиация Второй Мировой — штурмовики, бомбардировщики, торпедоносцы і Consice Guide to British Aircraft of World War II

### Технічні характеристики
- Екіпаж: 4 особи
- Довжина: 15,58 м
- Висота: 4,46 м
- Розмах крила: 17,98 м
- Площа крила: 48,21 м ²
- Маса порожнього: 5336 кг
- Максимальна злітна маса: 8369 кг
- Двигуни: 2 × Bristol Perseus X
- Потужність: 2 × 880 к. с.

### Льотні характеристики
- Максимальна швидкість: 401 км/год (на висоті 1675 м)
- Крейсерська швидкість: 341 км/год (на висоті 4570 м)
- Практична дальність: 2045 км
- Практична стеля: 5335 м

### Озброєння
- Кулеметне:
  - 2 × 7,7-мм кулемети Lewis в верхній турелі
  - 1 × 7,7-мм кулемет Lewis в носовій турелі
- Бомбове навантаження:
  - 1 × 908 кг торпеда
  - 908 кг бомб